# Butheoloides polisi
Espèce
Butheoloides polisi est une espèce de scorpions de la famille des Buthidae.

## Distribution
Cette espèce est endémique du Sud de l'Éthiopie. Elle se rencontre dans la zone Debub Omo.

## Description
Les mâles décrits par Kovařík en 2015 mesurent 23,65 mm et 24,40 mm.

## Étymologie
Cette espèce est nommée en l'honneur de Gary Allan Polis.

## Publication originale
- Lourenço, 1996 : « À propos de deux espèces nouvelles appartenant au genre Butheoloides Hirst (Scorpiones, Buthidae). » Revue arachnologique, vol. 11, no 9, p. 87-94.